# Феклісята
Фекліся́та (рос. Феклисята, марій. Оскан почиҥга) — присілок у складі Сернурського району Марій Ел, Росія. Входить до складу Кукнурського сільського поселення.
Присілок є найпівнічнішим в республіці, що робить його крайньою північною точкою Марій Ел.

## Населення
Населення — 59 осіб (2010; 61 у 2002).
Національний склад (станом на 2002 рік):
- марі — 99 %